# Android 11
Android 11 – jedenasta z kolei główna odsłona mobilnego systemu operacyjnego Android, zaprojektowana przez sojusz Open Handset Alliance pod przewodnictwem firmy Google i wydana 8 września 2020.

## Historia

Koncepcyjne logo systemu operacyjnego w trakcie prac rozwojowych

W trakcie prac rozwojowych system operacyjny posiadał wewnętrzną nazwę kodową Red Velvet Cake. W założeniu projektantów miały pojawić się trzy wydania deweloperskie przed opublikowaniem trzech kolejnych wersji zakwalifikowanych do fazy beta, gdzie pierwsza w wersji testowej miała pojawić się na cztery miesiące przed premierą stabilnej wersji systemu. Premiera systemu operacyjnego miała miejsce 8 września 2020.
Pierwsza wersja deweloperska pojawiła się 19 lutego 2020 jako fabrycznie montowany obraz na smartfonach Google Pixel, z wyłączeniem pierwszej generacji tej marki. Drugie wydanie pojawiło się 18 marca, a trzecie – 23 kwietnia. 6 maja pojawiło się niezapowiedziane czwarte wydanie deweloperskie systemu, którego opublikowanie opóźniło plany wydania pierwszej wersji systemu w fazie beta o miesiąc, wstępnie ustalając datę jej opublikowania na 3 czerwca.
Wydanie pierwszej wersji systemu operacyjnego w fazie beta miało odbyć się 3 czerwca podczas zaplanowanej trzynastej edycji konferencji Google I/O. Z powodu trwającej wtedy pandemii COVID-19 w Stanach Zjednoczonych, konferencja na 2020 rok została odwołana, a formę wydania tej wersji zaplanowano jako ogłoszenie online. Data opublikowania tej wersji została opóźniona o tydzień przez firmę Google w odpowiedzi na protesty po morderstwie George’a Floyda – ostatecznie została ona wydana 10 czerwca. Druga wersja fazy testowej ukazała się 8 lipca (z poprawkami opublikowanymi 22 lipca), a trzecia wersja – 6 sierpnia.

## Nowości i zmiany

### Doświadczenie użytkownika
Android 11 wprowadza globalne powiadomienia związane z prowadzonymi konwersacjami w postaci „dymków”, których wyświetlanie mogą implementować aplikacje. Nowe powiadomienia mogą mieć nadawane priorytety wyświetlania i reguły zachowania w przypadku uruchomionego trybu „nie przeszkadzać”. Historia ich wyświetlania jest utrwalana do 24 godzin. Założeniem nowej formy powiadomień jest poprawienie ich wydajności oraz bezpieczeństwo urządzenia względem przydzielanych uprawnień aplikacji.
System operacyjny zyskał wbudowaną funkcjonalność rejestrowania ekranu. Elementy sterujące odtwarzanymi multimediami będą teraz wyświetlane jako część obszaru wysuwanych szybkich ustawień, zamiast jako trwałe powiadomienie systemu, ponadto zyskują osobne widoki dla każdej aplikacji wykorzystującej multimedia. Dla menu udostępniania została dodana funkcjonalność przypinania aplikacji.
Telefony marki Google Pixel w menu wyświetlanym po przytrzymaniu przycisku zasilania urządzenia zyskały obszar poświęcony zarządzaniu urządzeniami w koncepcji Internetu rzeczy, a przycisk wykonania zrzutu ekranu został przeniesiony do widoku ostatnio używanych aplikacji.

### Ułatwienia dostępu
System sterowania głosowego urządzenia zyskał możliwość dobrania polecenia w zależności od konktekstu ekranu, w którym został uruchomiony.

### Środowisko programistyczne
Android 11 zyskał interfejsy API zaprojektowane dla wykrywania obecności łączności telekomunikacyjnej w standardzie 5G oraz intefejsy dla obsługi urządzeń z wyświetlaczem opartym na zawiasach, jak składane smartfony czy urządzenia z wodospadowym wyświetlaczem.

### Prywatność i bezpieczeństwo
W przypadku automatycznego ponownego uruchomienia urządzenia po aktualizacji systemu operacyjnego, działanie i dostęp do systemu plików przez aplikację mogą zostać automatycznie wznowione bez konieczności uwierzytelnienia użytkownika.
Jedenasta odsłona systemu operacyjnego wprowadza jednorazowe uprawnienia aplikacji dla dostępu do kamery, mikrofonu oraz lokalizacji. Na każde żądanie aplikacji użytkownik może wybrać, czy uprawnienie będzie udzielane za każdym razem, kiedy używana jest aplikacja, czy na stałe. Ponadto aplikacje muszą wymagać od użytkowników udzielenia uprawnień samodzielnie przy użyciu ustawień systemowych, zamiast – jak poprzednio – dokonywać tego automatycznie po zatwierdzeniu uprawnień. System automatycznie wycofa aplikacji uprawnienia narażające na niebezpieczeństwo użytkownika w przypadku, kiedy nie jest ona używana od przynajmniej kilku miesięcy.
Dostęp aplikacji do zewnętrznej pamięci masowej telefonu został ograniczony do zakresu wyłącznie tych obiektów systemu plików, które aplikacja sama utworzyła.